# Вулиця Шмідта (Сімферополь)
Вулиця Шмідта (крим. Şmidt soqağı) — вулиця в Київському районі міста Сімферополь.
Названа на честь революціонера Петра Шмідта. Загальна довжина — 1 км.

## Розташування
Загальна довжина вулиці становить 1000 метрів.
Починається на кільці-перехресті з вулицями Леніна та Воровського.
Прилучаються вулиці Набережна, Ісмаїла Гаспринського, Зої Жильцової, Аксакова, Тургенєва, Фрунзе, Київська та провулок Шмідта.
Закінчується глухим кутом у Республіканської клінічної лікарні ім. Семашка.
На вулиці Шмідта знаходиться колишній будинок Меджлісу кримськотатарського народу та один з входів у Дитячий парк.

## Історія
Територія вулиці забудовувалася наприкінці XIX — початку XX століть. Власником землі на цій території був пан Рідник. Після його смерті спадкоємці продали майно на цій вулиці. У березні 1904 року міська дума ухвалила рішення утворити на цій території вулицю Потьомкінську. Газета «Крим» розкритикувала найменування вулиці на честь Потьомкіна: " З'явилася і Потьомкінська вулиця. Це навіть прикро… у місцевості, що застрягла на наших очах і де за часів Потьомкіна було звалище. У Новому місті найменування вулиці Потьомкінської рівно нікому нічого не буде говорити, хіба тільки те, що мешканці Потьомкінської вулиці ще довго ходитимуть у темряві, зважаючи на мізерне освітлення цієї частини міста " .
Влітку 1912 року був побудований міст через річку Салгир по Потьомкінській вулиці, що став четвертим у місті однопролітним залізобетонним мостом . На початку вулиці та мостом були прокладені рейки Сімферопольського трамваю, які далі повертали по вулиці Набережна до трамвайного депо.
Після встановлення радянської влади, 30 травня 1924 року вулицю перейменували на честь Петра Шмідта, одного з керівників Севастопольського повстання 1905 . Під час німецької окупації в 1941—1944 роках мала назву Об'їзна (нім. Umfahrtstasse).
Реконструкція колишнього Ботанічного саду сільськогосподарського інституту у Дитячий парк розпочалася у 1958 році. Після перебудови району Куйбишевського ринку від саду було відрізано земельну ділянку. Уздовж вулиці Шмідта була встановлена кована огорожа підірваного у вересні 1930 Олександро-Невського собору.
Рядом с современным домом № 2 ранее располагался электромашиностроительный завод, однако позднее его основные мощности были перевезены на улицу Генерала Васильева. В начале XX века в одном из корпусов завода (вход с улицы Зои Жильцовой) находился скейтинг-ринк для занятий роликовыми коньками. К 1983 году в доме № 9 располагался областной совет по туризму и экскурсиям, Симферопольский туристский клуб и Симферопольское бюро путешествий и экскурсий.
Після анексії Криму окупаційна влада Сімферополя повідомляла про можливе перейменування вулиці Шмідта на Потьомкінську . Наприкінці 2014 року на вулиці Шмідта розпочалося будівництво багатоповерхового житлового будинку. У зв'язку з тим, що будівництво почалося поблизу пам'яток архітектури, низка сімферопольських градозахисників звернулася до президента Росії Володимира Путіна та міністра культури Володимира Мединського . Текст звернення починався такими словами: "Вулиця Потьомкінська Шмідта) — єдина в місті, де в архітектурі поєдналася російська історія, історія Другої світової війни, історія захисту православних святинь, історія архітектури, культура збереження зелених насаджень — аналогічно кращим вітчизняним і світовим . У 2016 році Київський районний суд Сімферополя ухвалив рішення про незаконність зведення 9-поверхового будинку .
26 травня 2022 року на черговій сесії Сімферопольської міської ради вулиця Шмідта була перейменована на вулицю Потьомкінську. Також рішенням міськради встановлено перехідний період з 26 травня 2022 по 26 травня 2025 року, протягом якого вживатиметься подвійне найменування вулиці, а найменування «вулиця Шмідта» та «вулиця Потьомкінська» будуть вважатися ідентичними.

## Будівлі
- № 2/27 — Будівля заводоуправління. До 2014 року будинок займав Меджліс кримськотатарського народу[1][10]
- № 7 — Житловий будинок Р. Ф. Леріха, нині Департамент РАГС[11]
- № 9 — Олімпійська Рада Республіки Крим[1]
- № 15 — Особняк К. Д. Ракова[12]

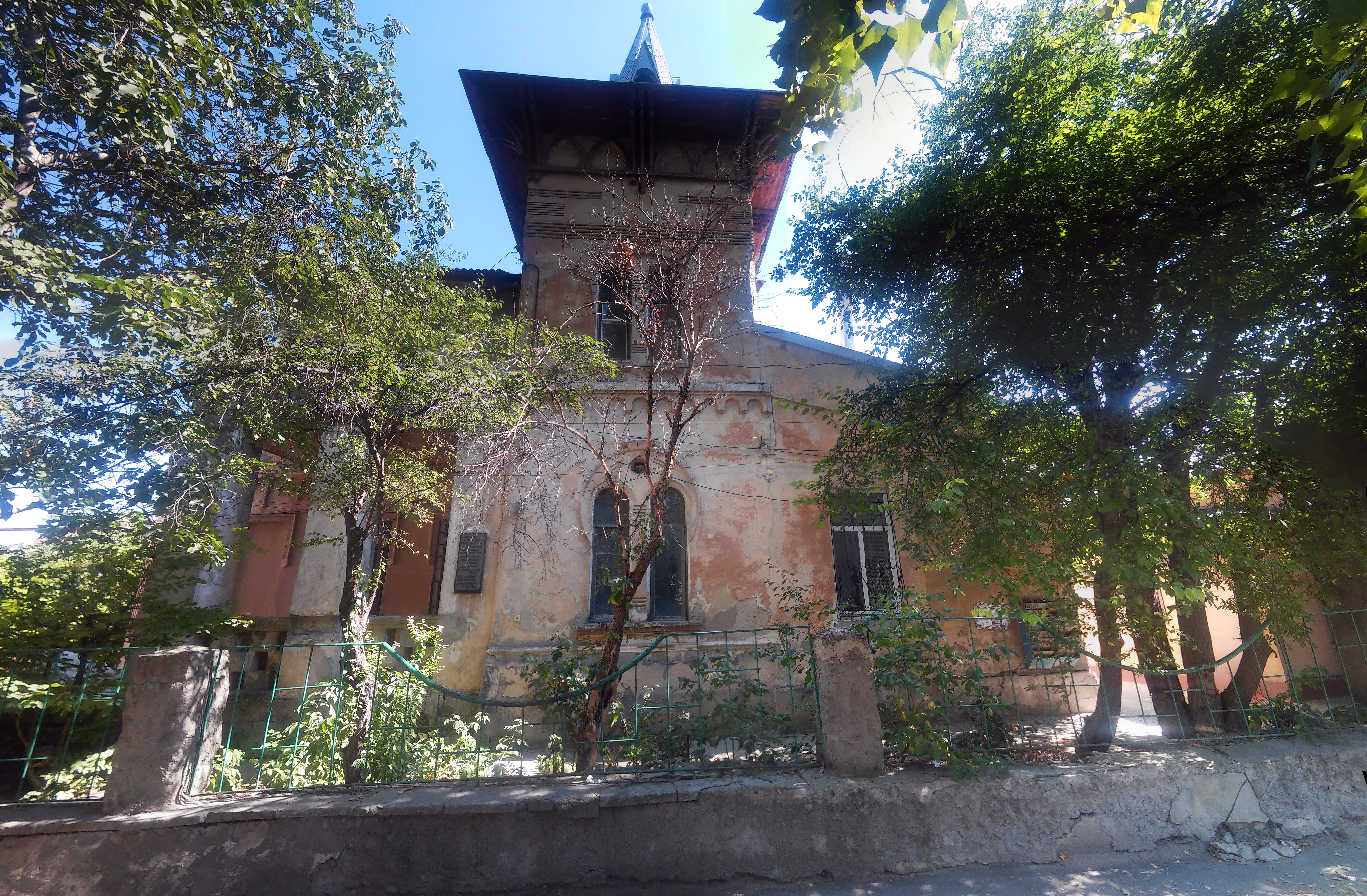
Особняк Ракова, 2015 рік
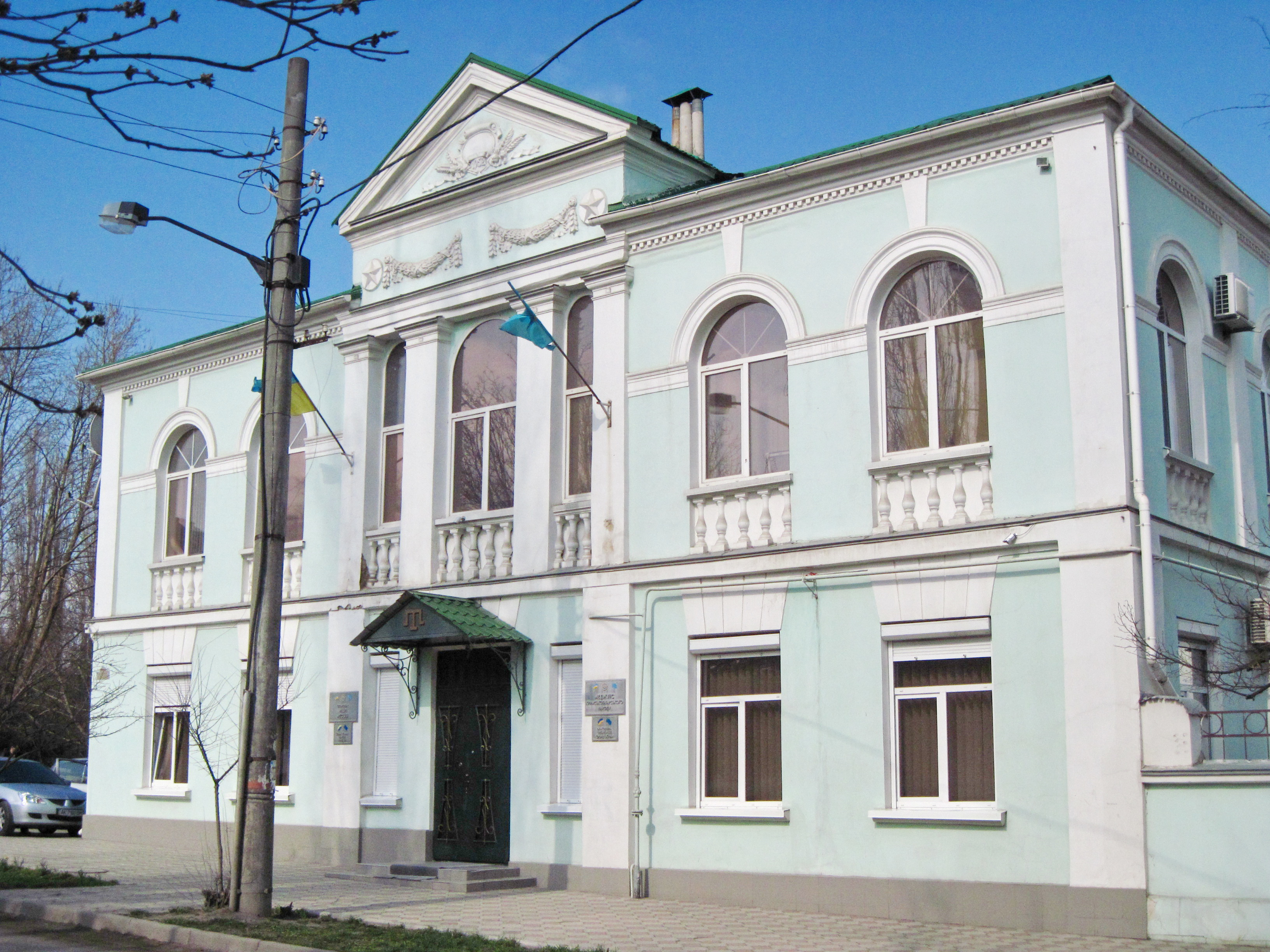
Будівля заводоуправління, 2011 рік
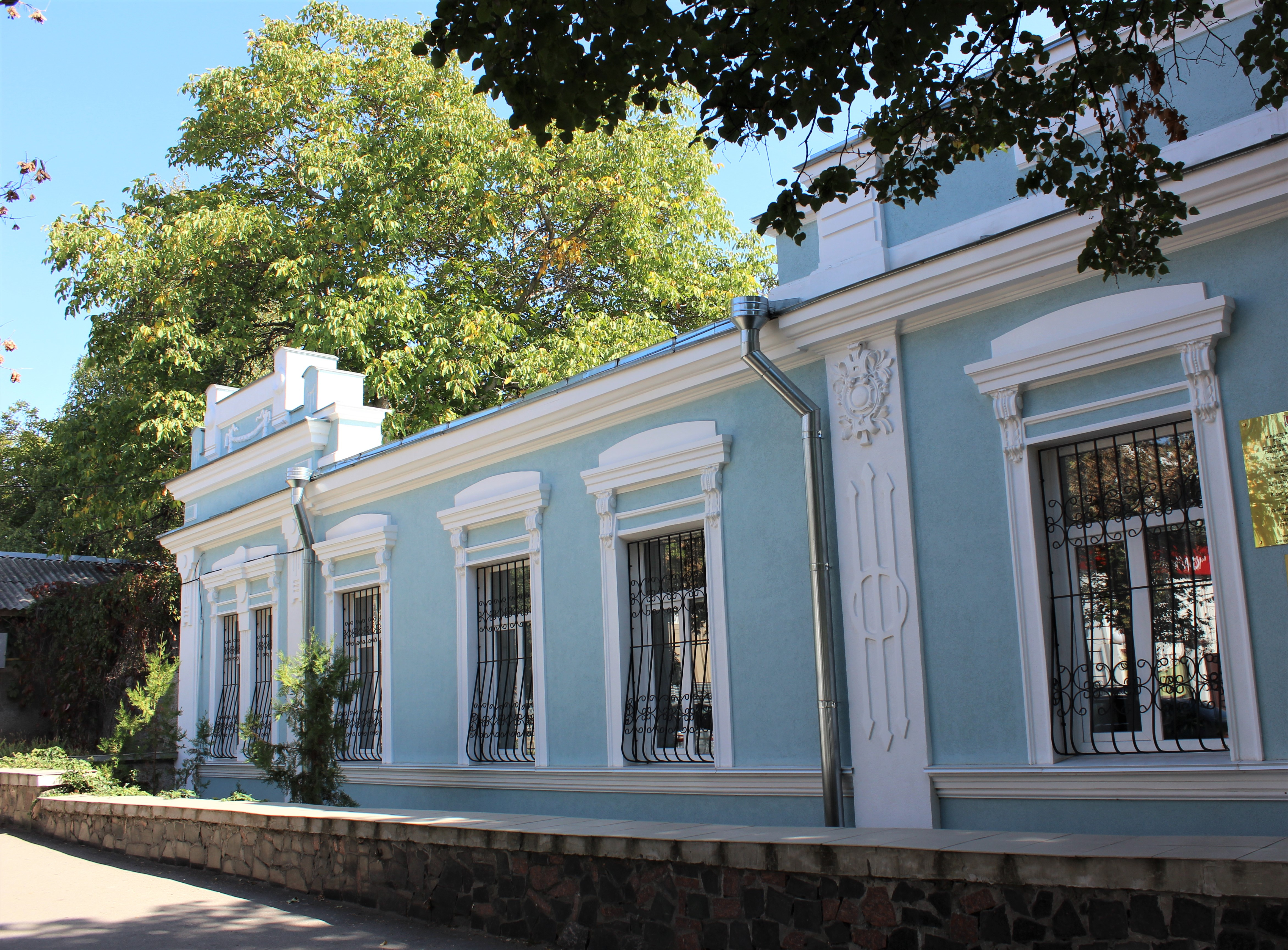
Житловий будинок Р. Ф. Леріха, 2019 рік